# Kiknur
Kiknur (russisch Ки́кнур) ist eine Siedlung städtischen Typs in der Oblast Kirow in Russland mit 4970 Einwohnern (Stand 14. Oktober 2010).

## Geographie
Der Ort liegt gut 200 km Luftlinie südwestlich des Oblastverwaltungszentrums Kirow am rechten Ufer des linken Wolga-Nebenflusses Große Kokschaga (Große Kokschaga), direkt oberhalb der Einmündung des rechten Zuflusses Waschtranga.
Kiknur ist Verwaltungszentrum des Rajons Kiknurski sowie Sitz der Stadtgemeinde Kiknurskoje gorodskoje posselenije, zu der außerdem die Dörfer Bolschoje Scharygino (2 km östlich), Jermolkino (3 km nordwestlich), Kuknur (4 km südlich), Kokschaga (nordöstlich anschließend), Krjaschewo (9 km nördlich), Maloje Scharygino (2 km südöstlich), Orlowo (5 km nordöstlich), Pelesnur (2 km nordöstlich), Putinowo (2 km südlich), Turussinowo (9 km nordöstlich) und Urma (5 km nordöstlich) gehören.

## Geschichte
Ein Ort an Stelle der heutigen Siedlung wurde erstmals 1555 als von Mari bewohntes Dorf urkundlich erwähnt. Er gehörte ab dem 18. Jahrhundert zum Ujesd Jaransk des Gouvernements Wjatka. Alternativ waren zeitweise die russischen Bezeichnungen Oschminskoje und – bis ins frühe 20. Jahrhundert – Wosnessenskoje (nach der dortigen Wosnessenskoje-Kirche, von russisch Wosnessenije für „Christi Himmelfahrt“) in Gebrauch.
Am 14. Juli 1929 wurde Kiknur Verwaltungssitz eines neu geschaffenen, nach ihm benannten Rajons. Seit 1966 besitzt der Ort den Status einer Siedlung städtischen Typs.

### Bevölkerungsentwicklung
| Jahr | Einwohner |
| ---- | --------- |
| 1939 | 1716      |
| 1970 | 4130      |
| 1979 | 5841      |
| 1989 | 6654      |
| 2002 | 5410      |
| 2010 | 4970      |

Anmerkung: Volkszählungsdaten

## Verkehr
Nördlich an der Siedlung führt die Regionalstraße 33R-015 vorbei, die 40 km östlich in Jaransk von der föderalen Fernstraße R176 Wjatka  Tscheboksary – Joschkar-Ola – Kirow – Syktywkar abzweigt. Die Regionalstraße verläuft weiter zur etwa 30 km von Kiknur entfernten Grenze zur Oblast Nischni Nowgorod, dort weiter als 22R-0159 über Schachunja und Semjonow nach Nischni Nowgorod.
In Jaransk befindet sich die nächstgelegene Bahnstation, Endpunkt einer Strecke von Selenodolsk bei Kasan über Joschkar-Ola.

## Söhne und Töchter des Ortes
- Boris Kordemski (1907–1999), Mathematiker